# 杨清楚
杨清楚（1939年—2010年），福建南安人。中华人民共和国编辑。

## 生平
1961年8月，从福建师范大学中文系毕业，分配到福建教育出版社任读物编辑室语文组编辑。1978年任《福建教育》文科编辑，1984年3月，任《福建教育》编辑部主任。1987年7月，任福建教育出版社副总编辑，兼福建教育编辑部主任。1996年6月，任福建教育出版社副社长兼副总编辑。2010年去世。